# Angal Enen jezik
Angal Enen jezik (nembi, južni angal heneng, južni mendi; ISO 639-3: aoe), jedan od enganskih jezika, transnovogvinejske porodice, podskupine Angal-Kewa, koji se govori u Papui Novoj Gvineji, istočno od jezera Kutubu i sjeverno od rijeke Erave u provinciji Southern Highlands.
22 000 govornika (1995 UBS). Dijalekt: megi.

## Vanjske poveznice
- Ethnologue (14th)
- Ethnologue (15th)